# 30 Dages Forlovelse
30 Dages Forlovelse er en amerikansk stumfilm fra 1922 af James Cruze.

## Medvirkende
- Wallace Reid som John Floyd
- Wanda Hawley som Lucille Ledyard
- Charles Ogle som Hooker
- Cyril Chadwick som Huntley Palmer
- Herschel Mayall som Giacomo Polenta
- Helen Dunbar som Mrs. Floyd